# Jacoba Stelma
Jacoba Cornelia Stelma, née le 2 juillet 1907 à La Haye (Pays-Bas) et morte le 30 août 1987 à Brielle, est une gymnaste artistique néerlandaise.

## Biographie
Jacoba Stelma remporte aux Jeux olympiques d'été de 1928 à Amsterdam la médaille d'or du concours général par équipes féminin avec Estella Agsteribbe, Helena Nordheim, Anna Polak, Judikje Simons, Elka de Levie, Jacomina van den Berg, Alida van den Bos, Anna van der Vegt, Petronella van Randwijk, Petronella Burgerhof et Hendrika van Rumt.